# Cochem
Cochem (pronunciación en alemán: /ˈkɔxm̩/ⓘ) es una pequeña ciudad en el estado federado Renania-Palatinado, en el oeste de Alemania, capital del distrito rural (Landkreise) Cochem-Zell. Está situada en el valle del río Mosela, en la falda de una colina coronada por un castillo feudal, el Reichsburg que data del año 1051.

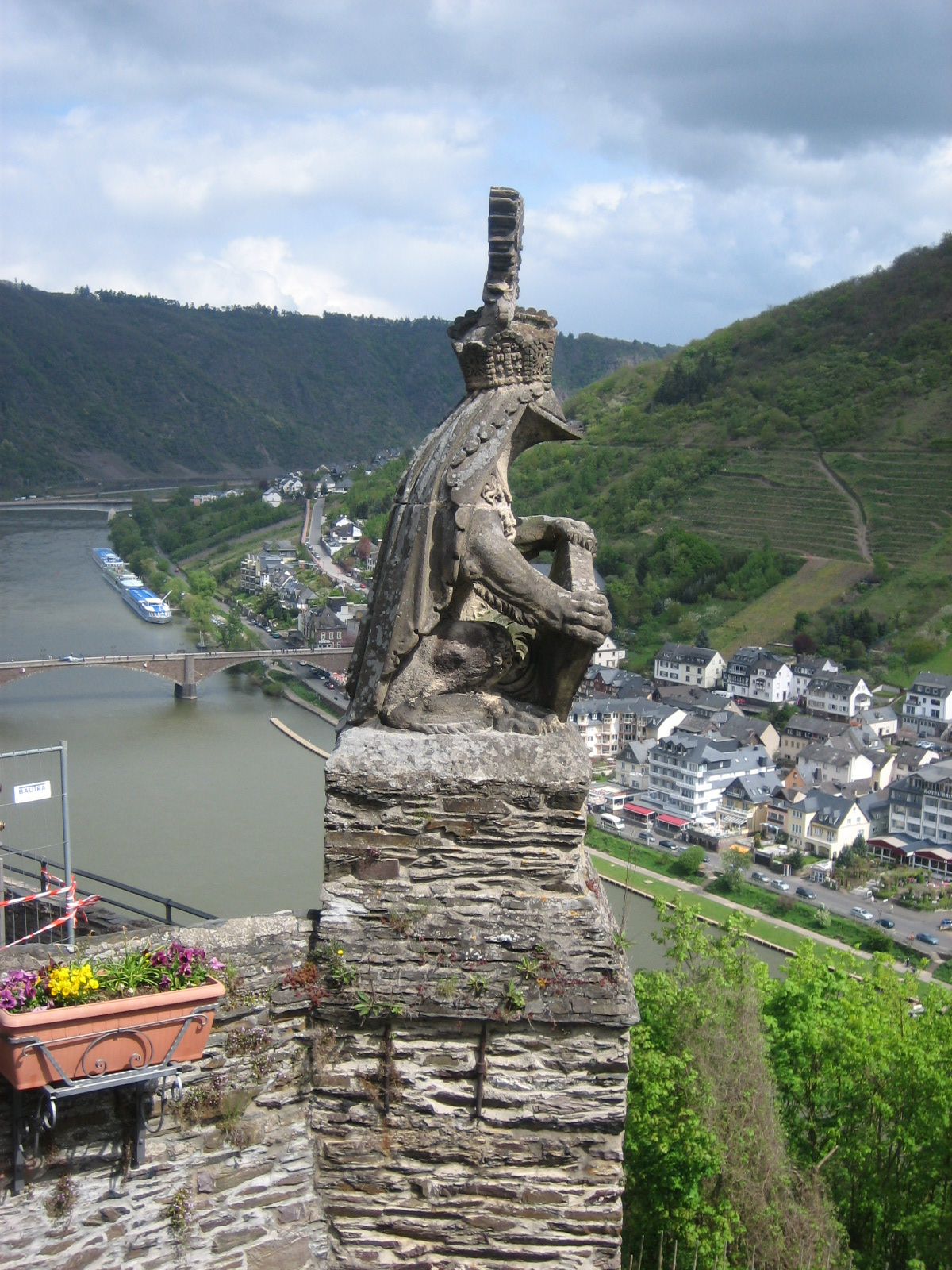
El valle del Mosela desde el castillo de Cochem.

La ciudad es conocida por ser un destino turístico en su país y por los vinos producidos en la región.
El aeropuerto de Fráncfort-Hahn, operado por líneas aéreas de bajo coste, ha beneficiado recientemente al desarrollo turístico de la región. La ciudad se encuentra a 12 km de la autopista A48 que conecta Coblenza con Tréveris.
También es accesible en tren. Se encuentra en la salida Norte del que hasta 1985 fuera mayor túnel de Alemania, el Kaiser-Wilhelm-Tunnel construido en 1877 de 4.205 m de longitud en la línea ferroviaria que une Tréveris con Coblenza a lo largo del valle del Mosela.

## Historia
La primera aparición documentada sobre la ciudad corresponde a la donación en el año 866 de una casa señorial en “villa cuchema”.
Parte del Electorado de Tréveris, en la guerra de los Nueve Años, el rey Luis XIV de Francia; durante su invasión del Rin y el Mosela, tomó el castillo de Cochem. Sus tropas ocuparon la zona y el 19 de mayo de 1689 destruyeron la fortaleza incendiándola. No satisfechos, la ciudad también fue destruida casi por completo.
Durante el siglo XVIII, se desarrolló un importante negocio en base al comercio por el río Mosela.
El castillo, fue reconstruido en 1875 en un estilo neogótico.

## Turismo
Cochem es el centro de un área preparada para el turismo. En el área hay más de 3.300 camas en hoteles, pensiones y apartamentos turísticos. 150.000 de los 350.000 visitantes que pasan noche aquí cada año, son extranjeros. También hay grandes zonas de acampada.

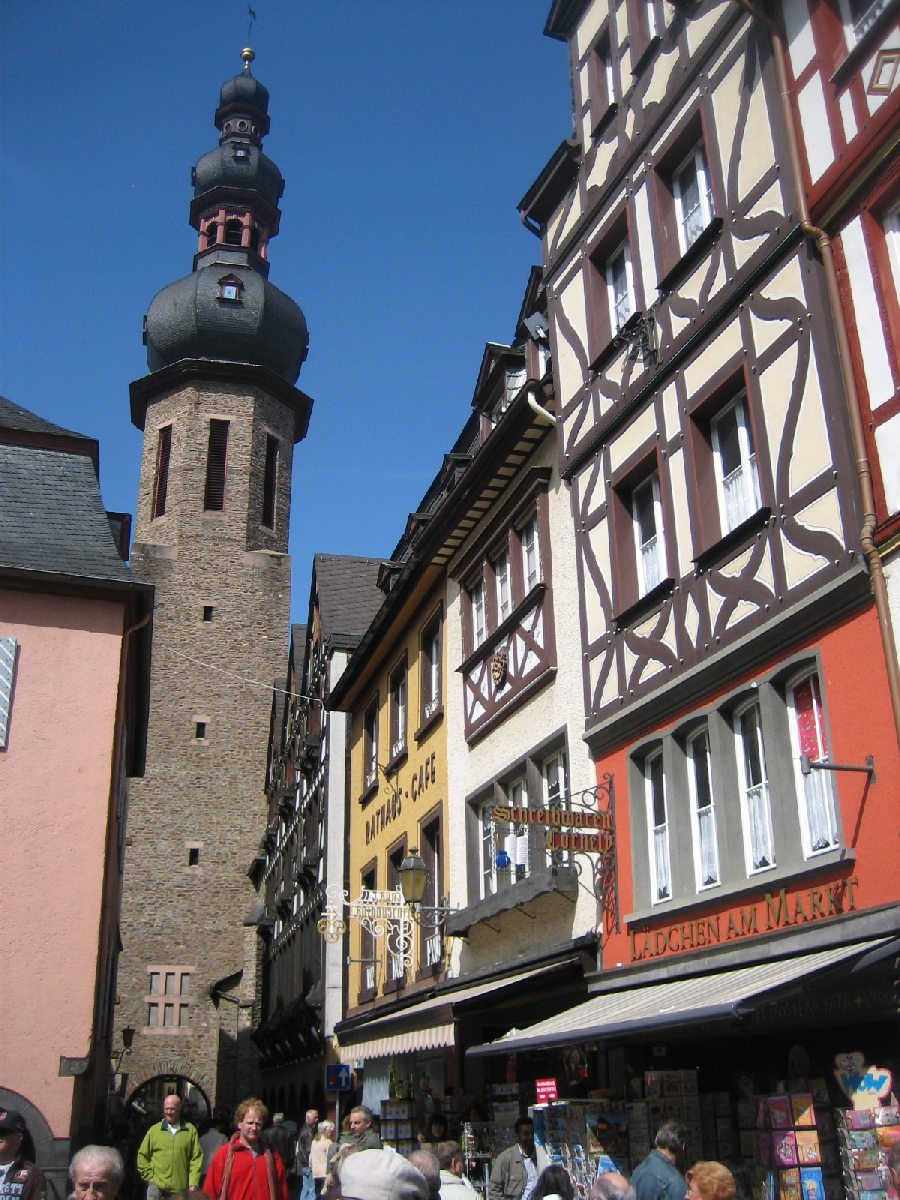
Salida de Marktplatz hacia la Iglesia de S. Martín.

Las ferias en la ciudad giran principalmente en torno a las variedades de vino producido en la región.
El castillo (Reichsburg) gótico tardío se levanta con sus numerosas torres, almenas y miradores en un precipicio a más de 100m sobre el río Mosela. El precio de la entrada al castillo incluye la visita guiada por sus dependencias en alemán, aunque dispone de folletos explicativos en español y en otros 11 idiomas. Ocasionalmente puede ofrecer guías en inglés, francés y holandés. Por otro lado, frecuentemente se celebran allí fiestas y banquetes medievales y espectáculos de cetrería.
En el casco antiguo de la ciudad se pueden observar restos de la antigua muralla y sus puertas, las casas de entramado, la Marktplatz (Plaza del Mercado) con el Ayuntamiento barroco y la fuente de San Martín, la Iglesia de San Martín y el antiguo monasterio Capuchino. El histórico molino de mostaza de 1810 es otro punto de interés visitable.
Como actividades de puro ocio podemos encontrar el parque de atracciones y de animales salvajes o el parque acuático climatizado. Diversas empresas ofrecen cruceros por los ríos Mosela y Rin, así como paseos en barco incluso nocturnos con baile.
La zona es idónea para conocerla en bicicleta. Numerosos carril-bici bien señalizados la cruzan, incluyendo el de 275 km por la ribera del río Mosela. También se puede disfrutar la naturaleza por la red de senderos a través de viñedos y bosques, o con los deportes acuáticos y la pesca en el mismo río Mosela, o en el telesilla a la colina Pinnerkreuz.
Desde la ciudad se pueden realizar excursiones al castillo de Eltz, Beilstein, la región del macizo del Eifel, el circuito Nürburgring, Coblenza, Tréveris, etcétera.

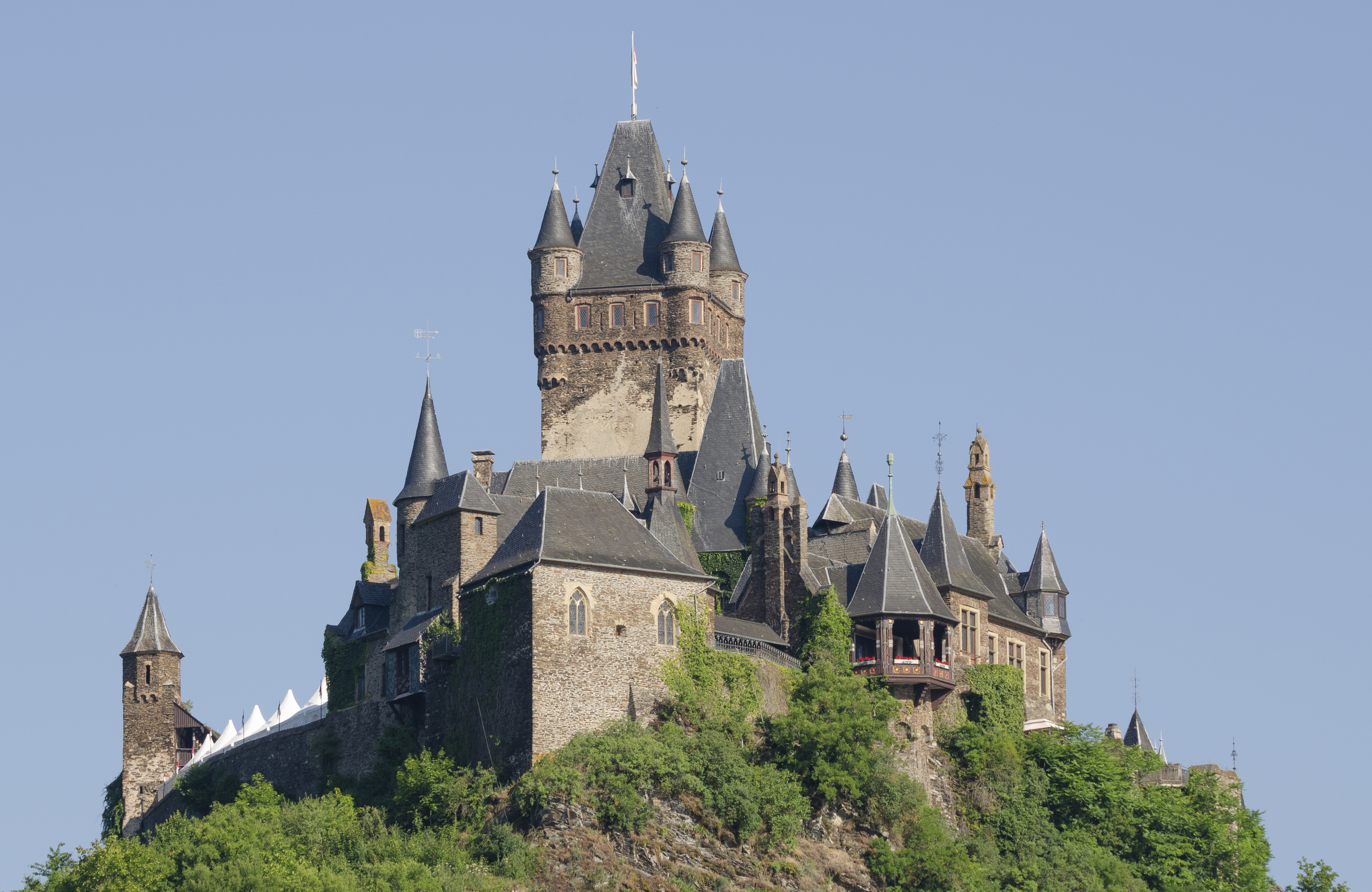
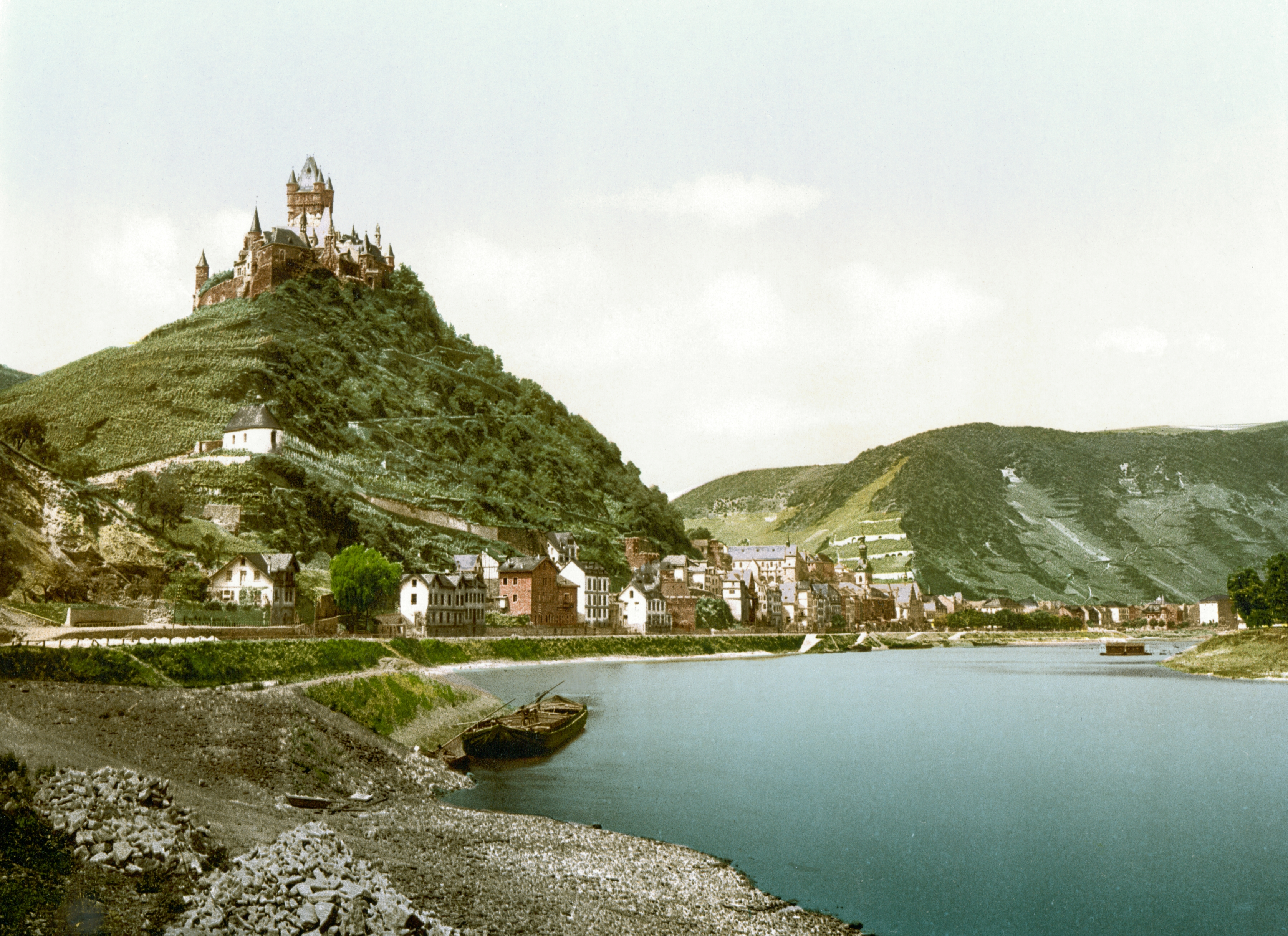
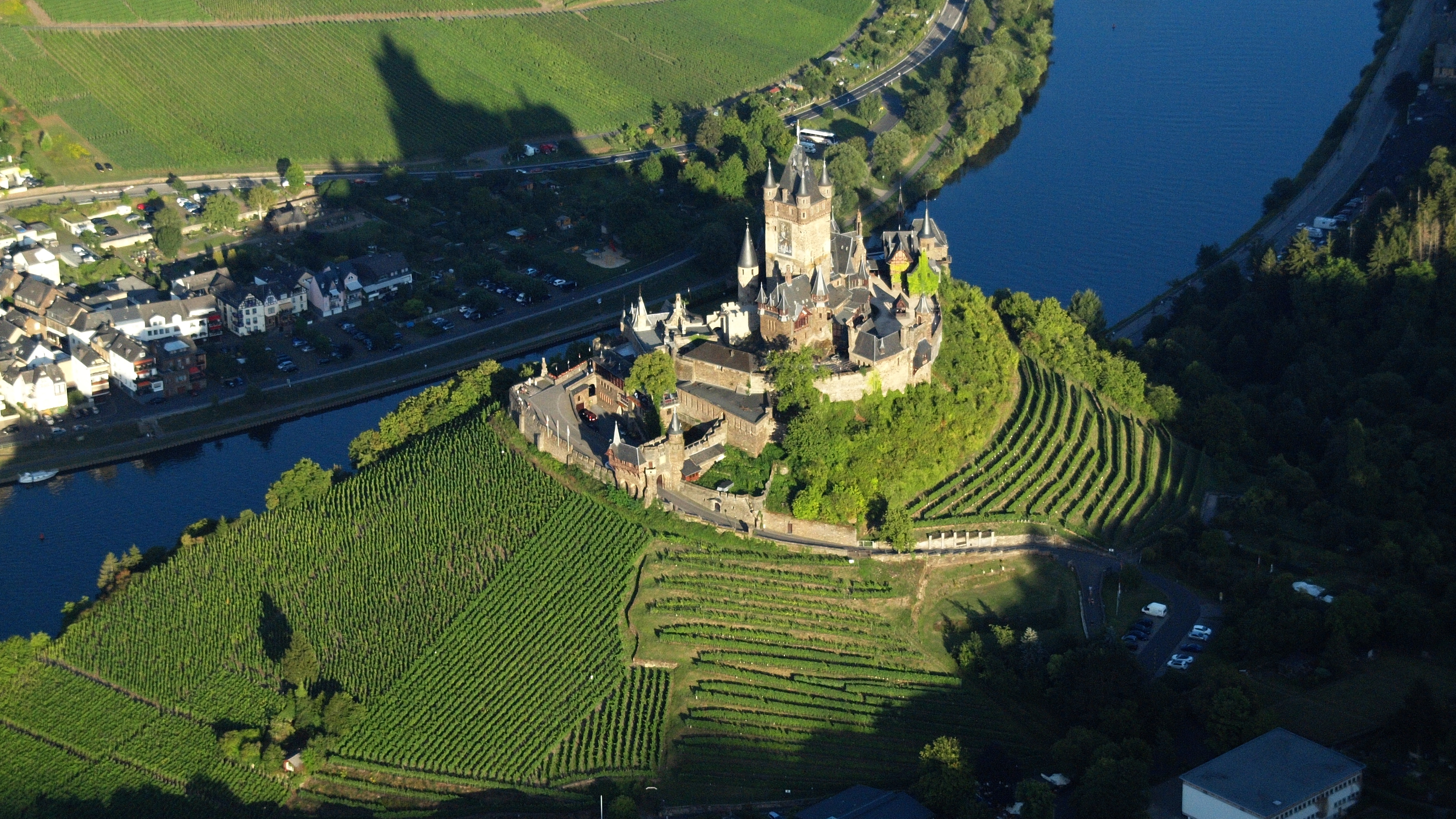
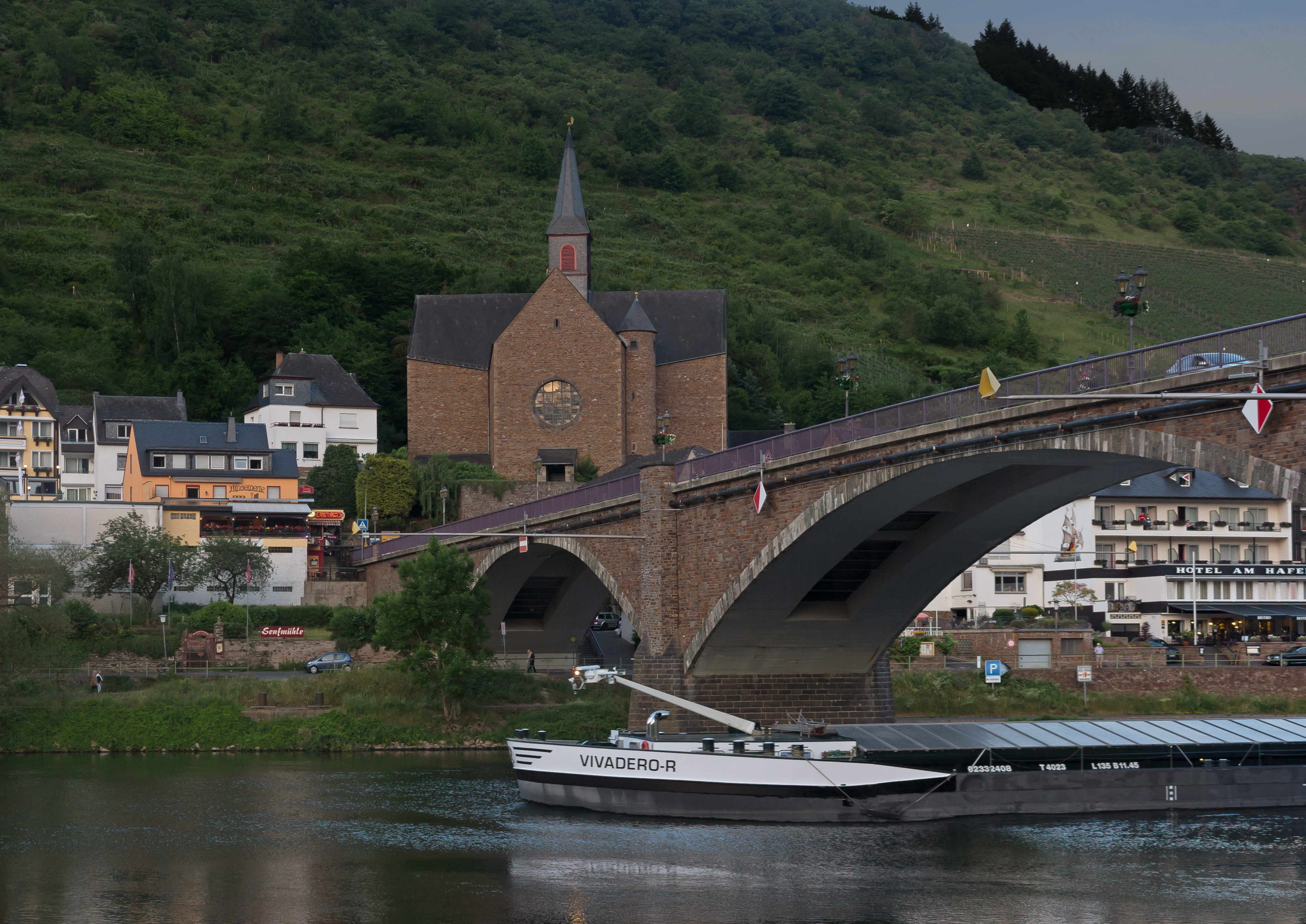